# 衝脈病
衝脈病（しょうみゃくびょう）とは奇経の一つである衝脈の病である。

## 症状
主に気急（呼吸困難）、気逆、胸腹部の脹痛などが起こるとされている。
『難経･二十九難』「衝之為病、逆気而裏急」の記載が根拠となっており、「逆気」とは、「気が上逆する症状」、「裏急」とは、「胸腹痛」を意味している。